# Santa Park
Le Santa Park est un parc d'attractions sous-terre consacré au Père Noël. Il se situe exactement sur le cercle polaire arctique, à Syväsenvaara du nord de Rovaniemi.

## Présentation
À l'origine, il a été créé comme un produit dérivé du village du Père Noël qui attire une pléthore de touristes du monde entier.
SantaPark est situé sur la valtatie 4 à quelques kilomètres de l'aéroport de Rovaniemi dans une grotte creusée dans la colline Syväsenvaara. 
Un service de bus relie le centre-ville de Rovaniemi à SantaPark.

## Propriétaires
Le 24 mars 2009 à la société Santa's Holding a acheté la majorité des actions de Santa Park Oy. 
Ilkka Länkinen et Katja Ikäheimo-Länkinen, un couple d'entrepreneurs spécialisé dans le tourisme d'aventure, sont derrière l'entreprise et sont les plus grands propriétaires de SantaPark. 
Les autres propriétaires sont Lappset Group Oy.

## Galerie

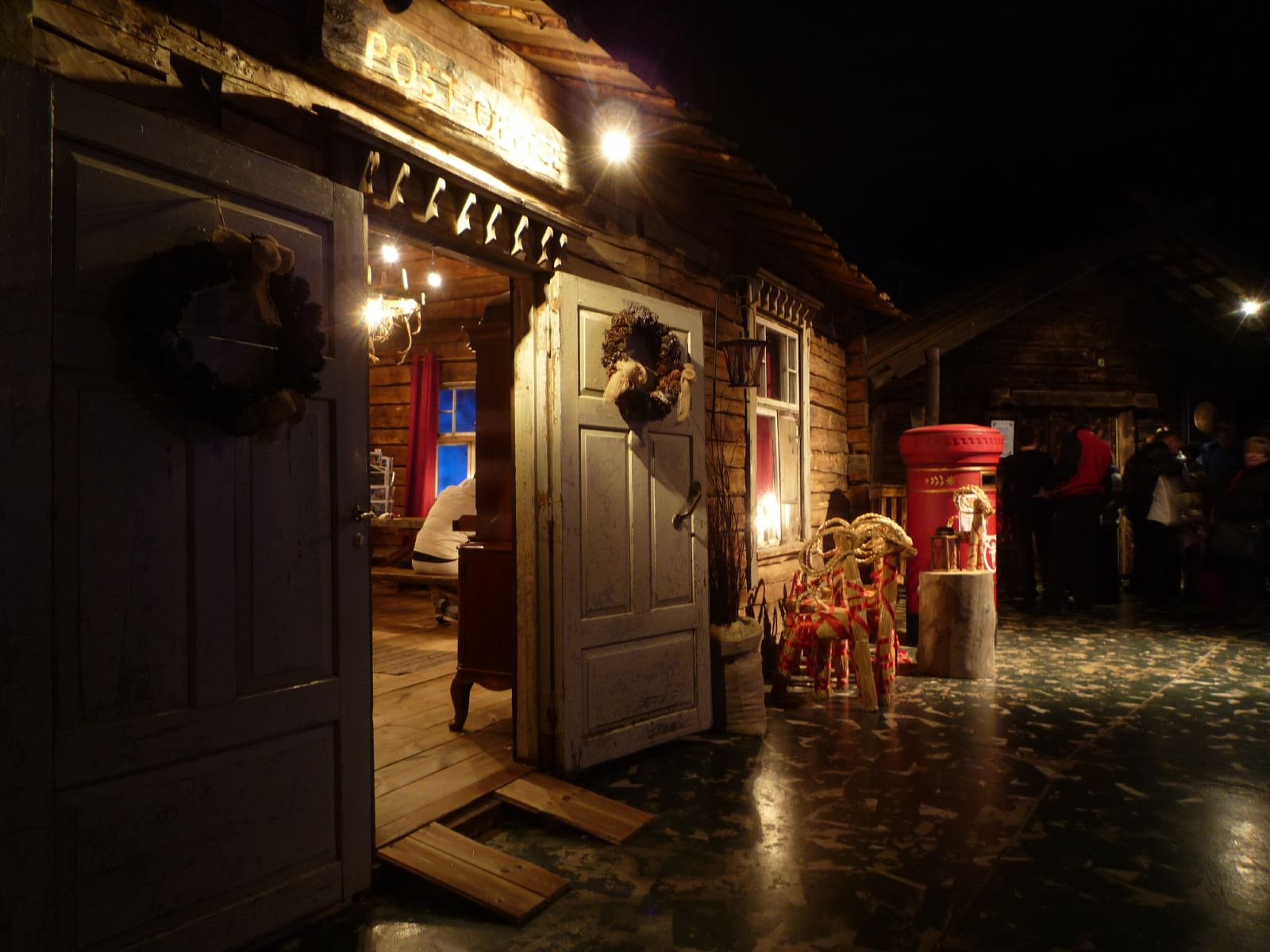
Bureau de poste du père Noël.
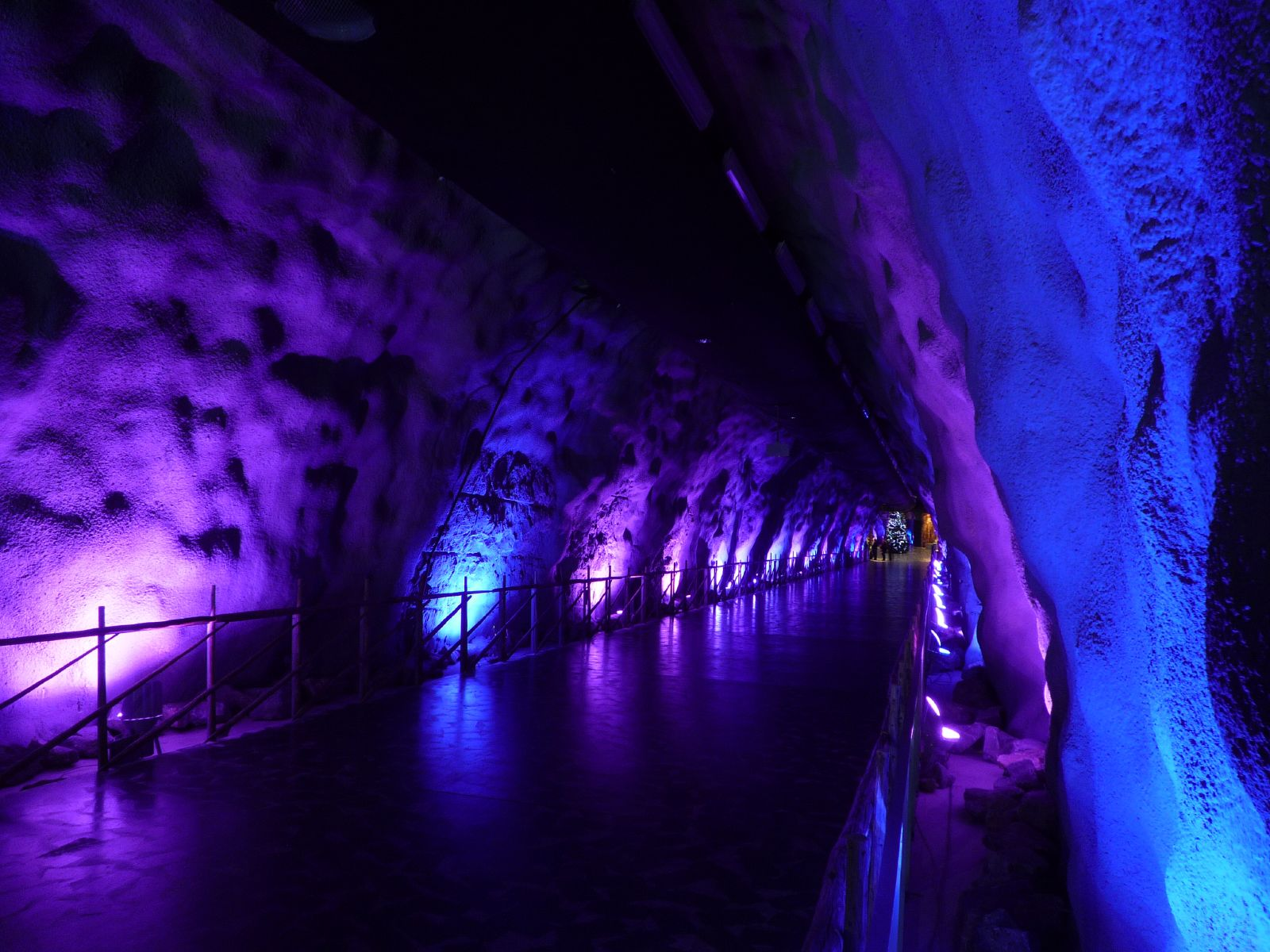
Tunnel menant au parc.
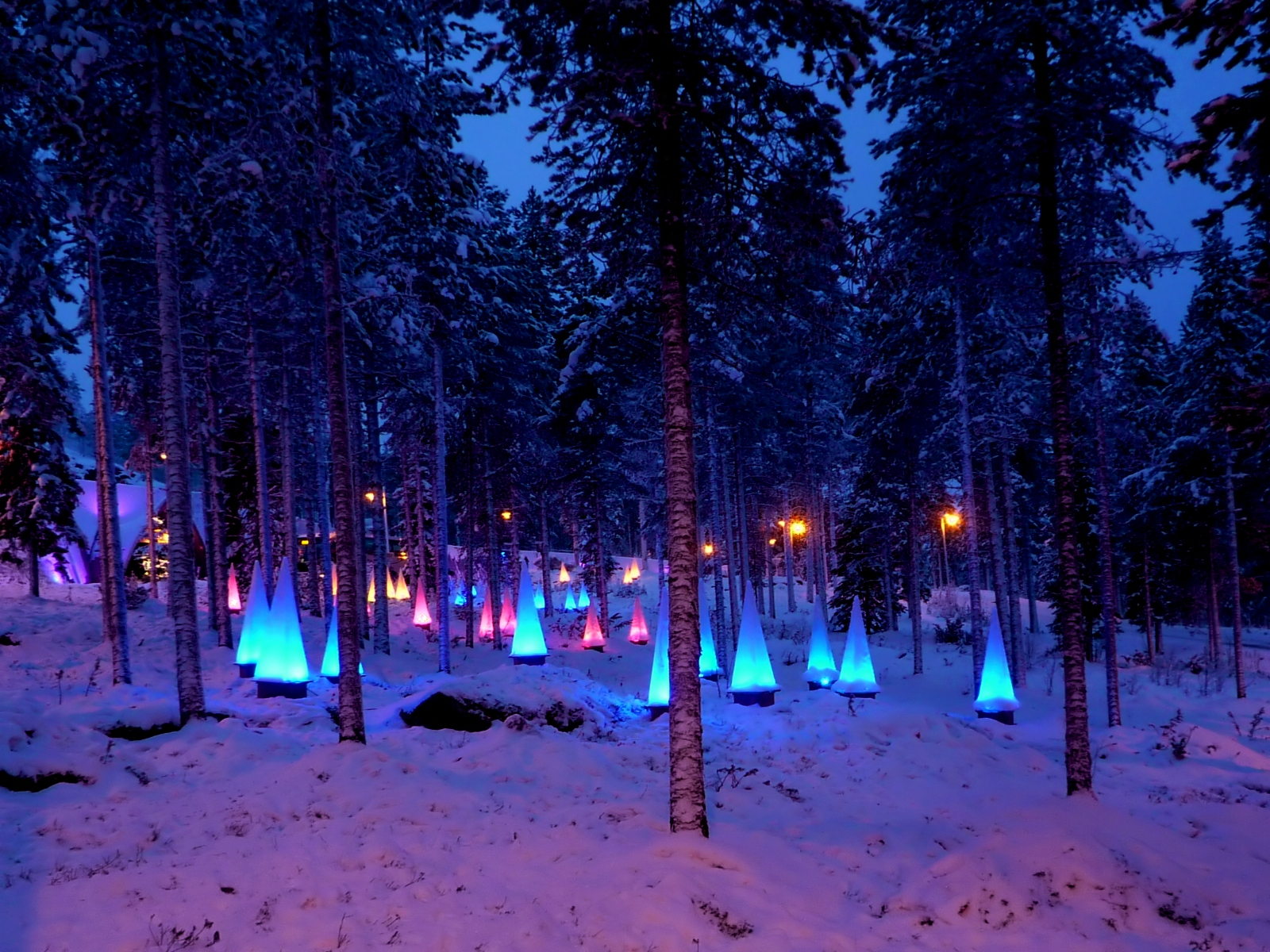
Entrée du parc.